# Neocube

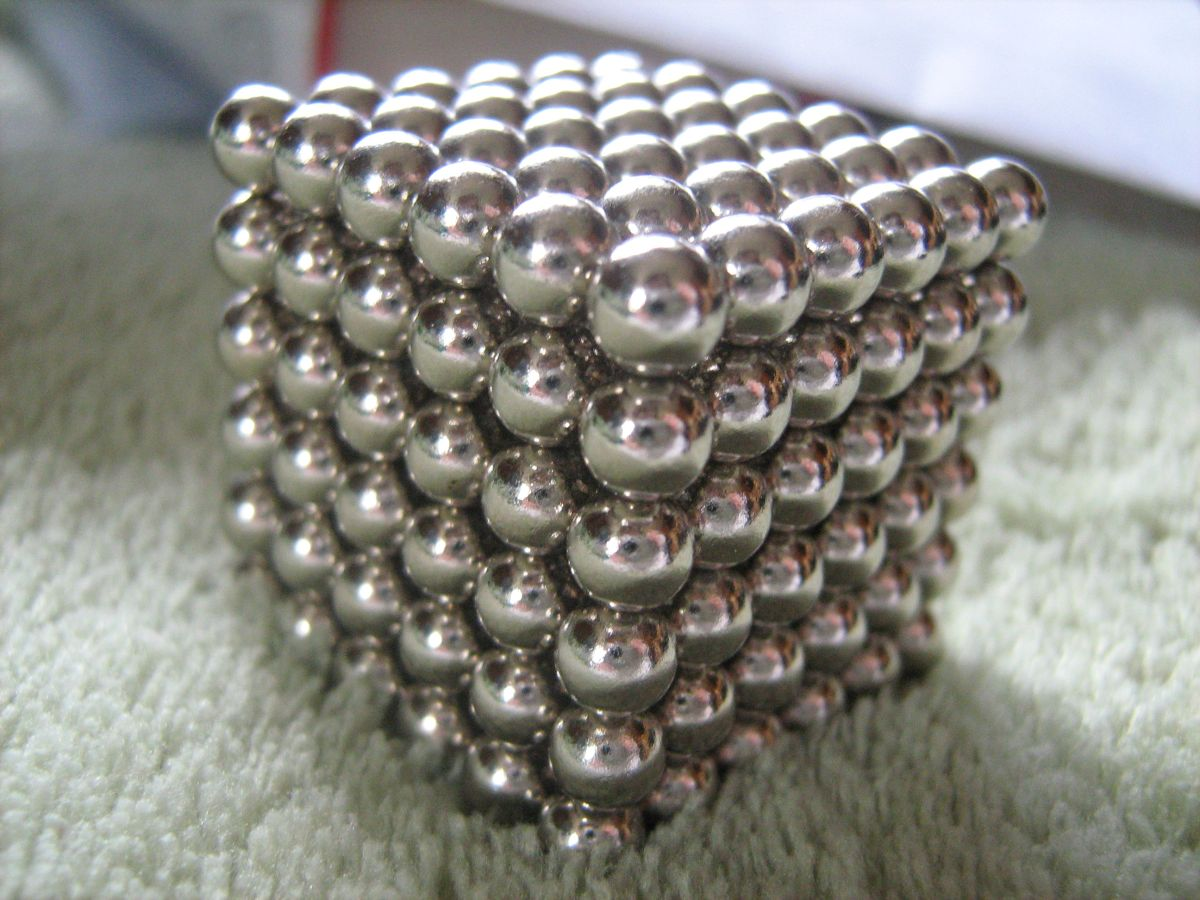
Kostka Neocube

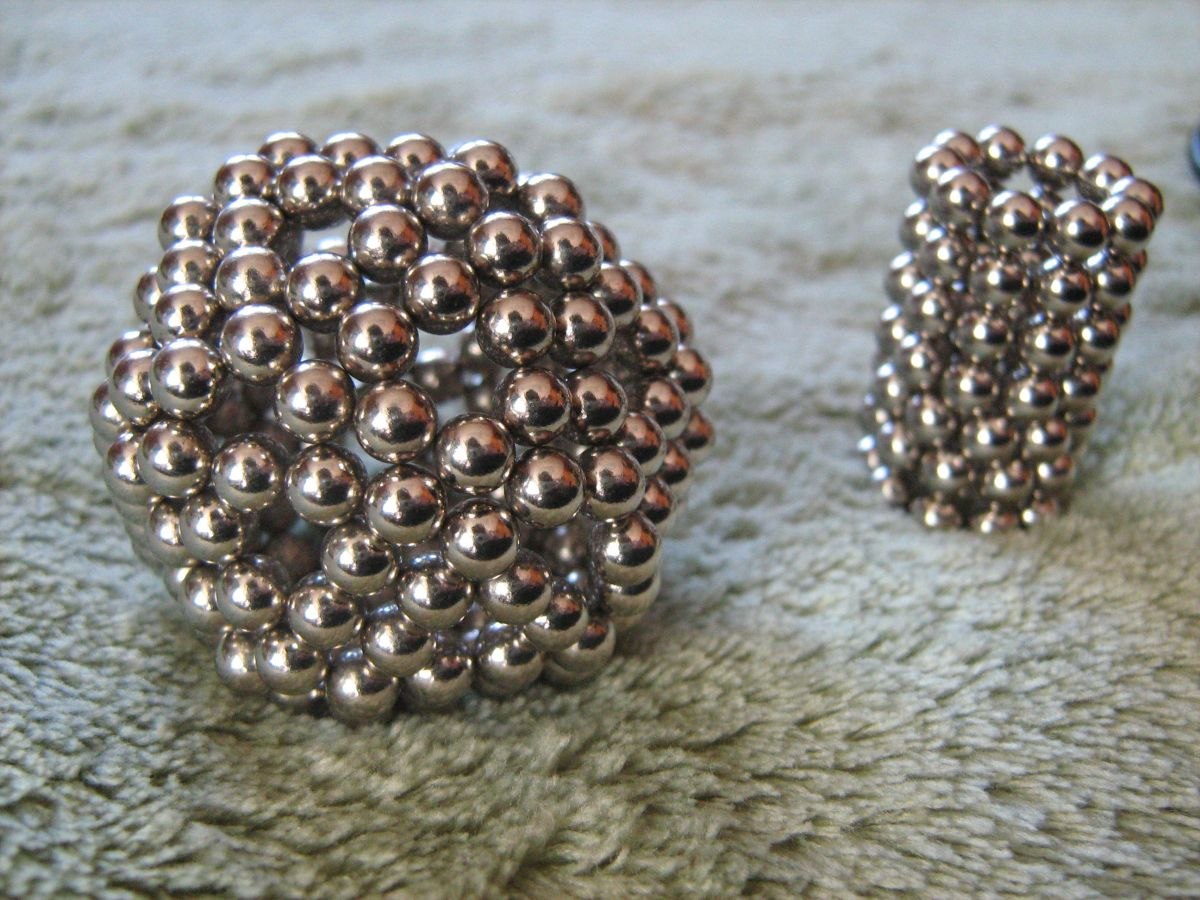
Przykłady form przestrzennych

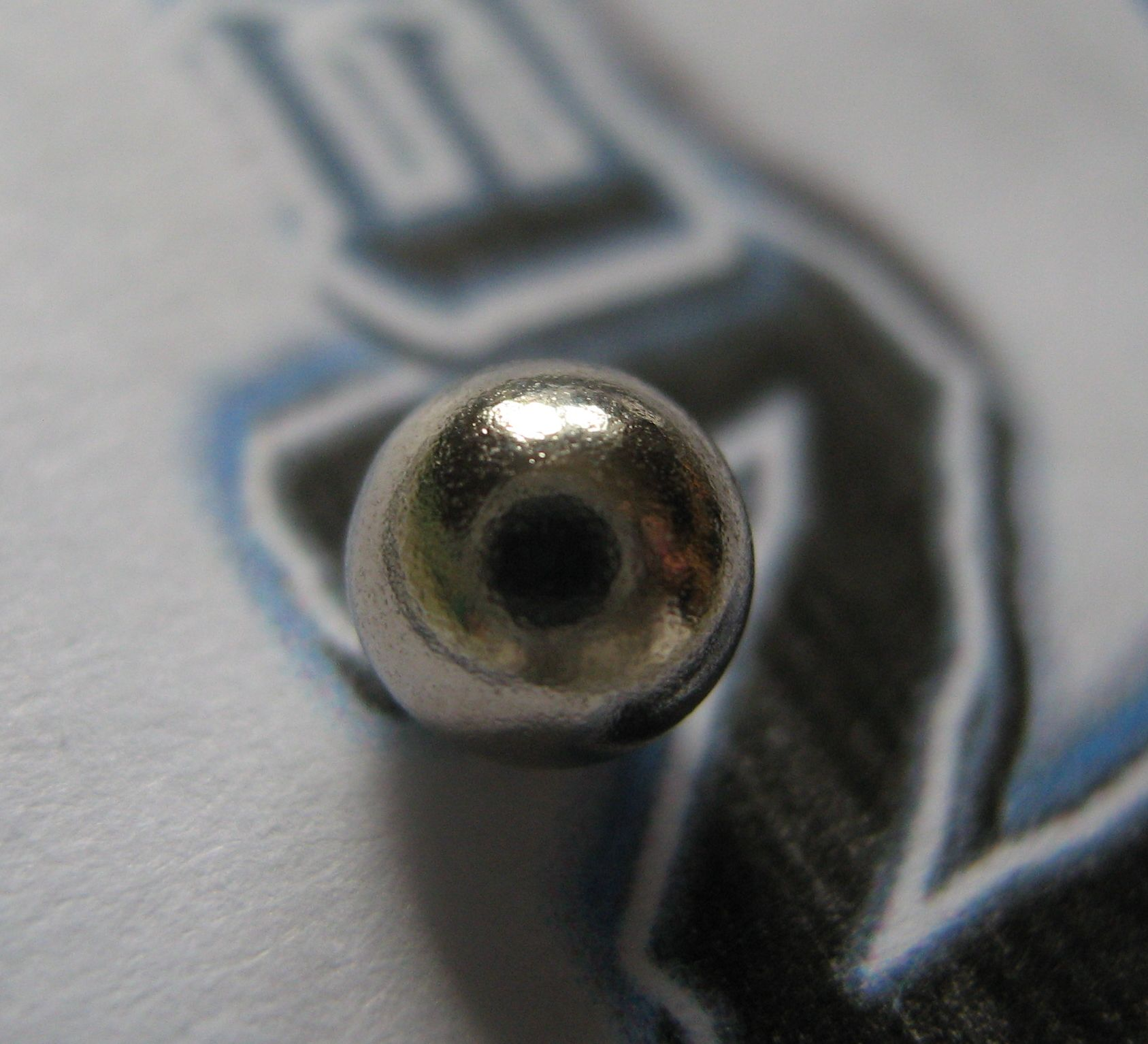
Jedna kulka

Neocube – zabawka składająca się z namagnesowanych kulek o średnicy najczęściej 5 mm (spotykane są również 6 mm i 7 mm), z których można budować różnego rodzaju skomplikowane struktury (również przestrzenne). Jest to możliwe dzięki zastosowaniu w niej magnesów neodymowych wytwarzających bardzo silne pole magnetyczne. Zostały wprowadzone na rynek w 2015 roku.
Komplet do zabawy może składać się 216 kulek, z których można zbudować sześcian o bokach 6x6x6 kulek, 125 (5x5x5), 64 (4x4x4) lub 27 (3x3x3). Im  więcej kulek, tym bardziej skomplikowane kształty można budować.